# Ian Carmichael
Ian Carmichael, född 18 juni 1920 i Hull, Yorkshire, död 5 februari 2010 i Grosmont, North Yorkshire, var en brittisk skådespelare.
Han gjorde scendebut som robot i R.U.R. år 1939, och blev sedan populär i revyer innan sin filmdebut år 1948. Han medverkade huvudsakligen i komedier, ofta i roller som en naiv, dryg viktigpetter.
För svensk publik är han mest känd för sin roll som Lord Peter Wimsey, detektiven i Dorothy Sayers detektivromaner, i fem brittiska TV-serier i början av 1970-talet.
Carmichael avled 2010 efter en kort tids sjukdom.

## Filmografi i urval
- 1954 – Förrådd
- 1955 – Mästerrymmarna på Colditz
- 1955 – De fyra fjädrarna
- 1956 – Kompaniets svarta får
- 1957 – Bröder inför lagen
- 1959 – Din röst är min röst
- 1959 – Dina pengar är mina pengar
- 1960 – Skola för skojare
- 1965–1967 – Woosters värld (TV-serie) (20 avsnitt)
- 1979 – En dam försvinner
- 1999 – Fruar och döttrar (TV-serie)